# 奧氏深海狗母魚
奧氏深海狗母魚為輻鰭魚綱仙女魚目青眼魚亞目爐眼魚科的一種，分布於西南太平洋紐西蘭海域，屬深海底棲性魚類，深度可達4400公尺，棲息在底層水域，以甲殼類及頭足類為食，生活習性不明。